# Paul Voigt (Politiker)
Paul Voigt (* 17. Juni 1876 in Zeitz; † Dezember 1944 in Berlin) war ein deutscher Politiker (SPD).

## Leben und Wirken
Nach dem Besuch der Volksschule absolvierte Voigt von 1890 bis 1893 eine Schlosserlehre. Anschließend ging er auf Wanderschaft.
Von 1914 bis 1918 nahm Voigt am Ersten Weltkrieg teil. Von 1919 bis 1921 war Voigt ehrenamtlicher Sekretär im Büro des Kreisausschusses Niederbarnim. Später war er Vorsitzender der Gemeinderatsfraktion Berlin-Buchholz. Seit 1921 war Voigt Parteisekretär der SPD im Unterbezirk Meiningen des Bezirksverbandes Großthüringen. Hinzu kam seine Mitgliedschaft im Stadtrat von Meiningen.
Bei der Wahl vom September 1930 wurde Voigt in den fünften Reichstag der Weimarer Republik gewählt. Bei der Wahl vom Juli 1932 verlor er sein Mandat wieder.
Während der NS-Herrschaft lebte Voigt die meiste Zeit im thüringischen Erfurt. Im April 1936 wurde er verhaftet und im KZ Lichtenburg festgehalten. Nach der Schließung dieses Konzentrationslagers befand sich Voigt ab August 1937 im KZ Buchenwald in „Schutzhaft“. Nach der Entlassung im Januar 1939 lebte er illegal in Berlin. Nach dem 20. Juli 1944 wurde Voigt im Zuge der „Aktion Gitter“ von der Gestapo verhaftet. Er starb im Dezember 1944 in Berlin, nach offiziellen Angaben durch „Selbstmord“, in der Forschungsliteratur wird jedoch zumeist davon ausgegangen, dass er von der Gestapo ermordet wurde.

## Gedenken

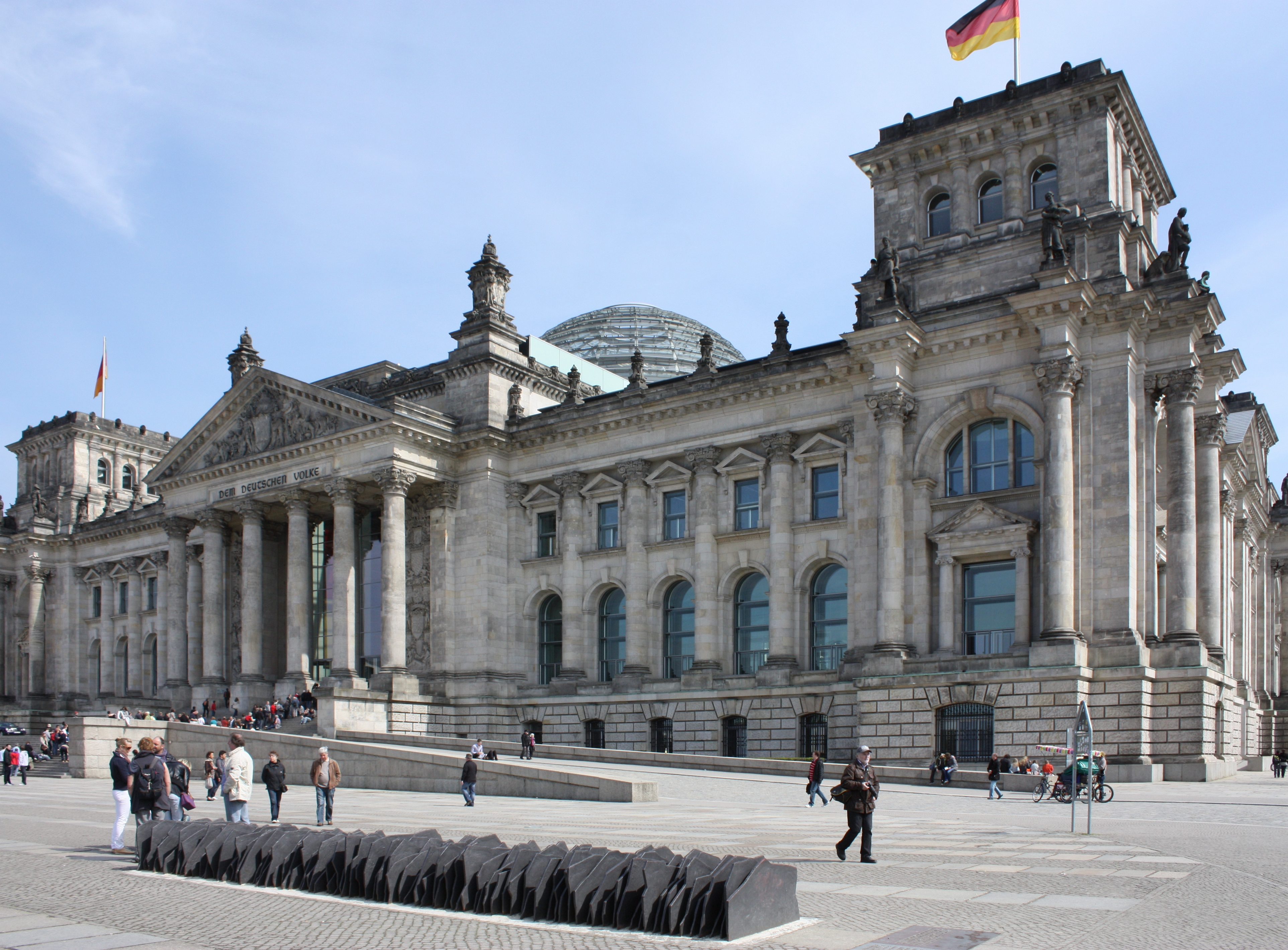
Gedenktafeln am Reichstag

In Berlin erinnert seit 1992 in der Nähe des Reichstags eine der 96 Gedenktafeln für von den Nationalsozialisten ermordete Reichstagsabgeordnete an Voigt. Bis 1993 trug die heutige Prager Straße in Brandenburg an der Havel den Namen Paul-Voigt-Straße.